# Michael Ball
Michael John Ball (født 2. oktober 1979 i Liverpool, England) er en engelsk tidligere fodboldspiller. Gennem karrieren repræsenterede han blandt andet Everton, Rangers FC, PSV Eindhoven og senest Manchester City. Michael Ball valgte i 2013 at stoppe sin professionelle karriere som fodboldspiller.

## Landshold
Ball nåede at spille en enkelt kamp for Englands fodboldlandshold, som han repræsenterede i 2001 i en kamp mod Spanien.